# エア タヒチ ヌイ

エア タヒチ ヌイ本社（ファアア）

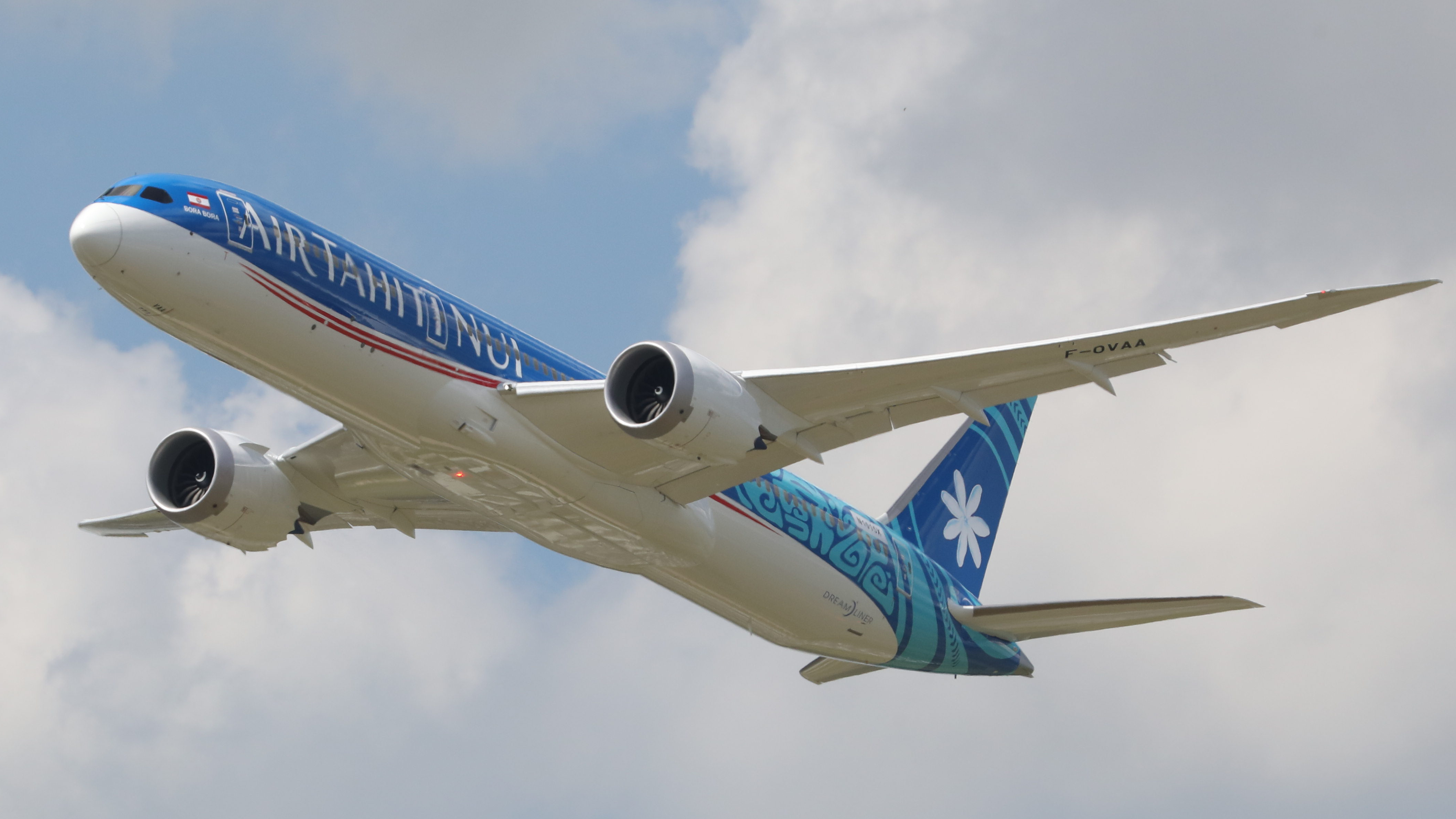
Bora Bora（ボーイング787-9）

エア タヒチ ヌイ (Air Tahiti Nui) は、フランス領ポリネシアのタヒチを本拠地とする航空会社である。1996年設立。すべてタヒチ資本であり、フランス領ポリネシア政府が6割あまりを出資している。

## 歴史
フランス領ポリネシアを拠点とする最初の国際長距離航空会社として、インバウンド観光の発展のため1996年10月31日に設立され、1998年11月20日に運航を開始した。
2011年、経営悪化により破産の可能性に直面したが、フランス領ポリネシア大統領のオスカー・テマルは、すべての適格労働者に対し、収入の3分の1を自発的に救済基金として支払うことで、航空会社の救済を支援するよう呼びかけた。
2020年3月、パリ便の給油経由地であるロサンゼルスのある米国が、新型コロナウイルス感染症の流行により、フランスを含むシェンゲン協定加盟各国からの入国を同月13日から制限するようになったため、同15日タヒチ・パペーテ発パリ・シャルル・ド・ゴール行きのTN64便 (F-OTOA) がロサンゼルスへの着陸・税関通過が不可能となった。同便は乗客が130名と少なかったため重量も軽く、また偏西風による追い風運航ということもあって、途中無給油でパリまで運航可能と判断され、ロサンゼルスを経由しないノンストップ便に変更となった。同便は15日午前3時14分にパペーテを出発し、15時間45分の飛行後、16日午前5時59分にシャルル・ド・ゴール空港に着陸。パペーテ・パリともにフランス領内であるため、結果的に国内線の営業旅客機としての最長飛行距離となる9,765マイル（約15,715 km）を記録したが、この記録は同年5月にフレンチ・ビーがパペーテ - パリ・オルリー空港間で9,773マイル（約15,728 km）の飛行を達成したことで破られた。
なお16日パリ発の折返しTN67便以降は、暫定的に小アンティル諸島にあるフランスの海外県グアドループのポワンタピートル経由で運航するように変更されたが、同年6月からはカナダのバンクーバー経由となり、同12月から再びロサンゼルス経由に戻っている。

## 機材
機材は当初エアバスA340型機が運用されていたが、2018年からボーイング787-9型機で置き換えが始まり、2機購入・2機リースで順次納入された。A340は2019年9月24日の運航を最後に全機退役となった。
A340運用時は通常4機で運航、1機を予備機としてチャーター便運航などで運用していたが、787-9導入後はA340より長い航続距離を生かした路線運用をしている。

### 運航機材
エア タヒチ ヌイの機材は以下の航空機で構成される（2021年現在）。
| 機材            | 運用中 | 発注中 | 座席                | 座席                               | 座席                     | 座席 |
| 機材            | 運用中 | 発注中 | ポエラヴァ ビジネス | クラス モアナ プレミアムエコノミー | クラス モアナ エコノミー | 合計 |
| --------------- | ------ | ------ | ------------------- | ---------------------------------- | ------------------------ | ---- |
| ボーイング787-9 | 4      | -      | 30                  | 32                                 | 232                      | 294  |
| 合計            | 4      |        |                     |                                    |                          |      |

「タヒチアン・ドリームライナー」の通称があり、タヒチの海と空をイメージした明るい青と水色を基調とした塗装で、尾翼にはフランス領ポリネシアの花であるティアレ（タヒチアン・ガーデニア）のイラストが描かれている。各機材には Bora Bora（ボラボラ島）、Rangiroa（ランギロア環礁）、Moorea（モーレア島）、Nuku Hiva（ヌク・ヒバ島）、Fakarava（ファカラヴァ環礁））、Moorea（モーレア島）、Mangareva（マンガレヴァ島）、Tetiaroa（テティアロア島）などのフレンチポリネシアの島や環礁に関係するシップネーム（愛称）が付けられている。ただしF-ONUIのみ、「トゥパイア」というタヒチの航海士にちなんだ名が付けられている。
| エア タヒチ ヌイ 運用機材一覧 | エア タヒチ ヌイ 運用機材一覧 | エア タヒチ ヌイ 運用機材一覧 | エア タヒチ ヌイ 運用機材一覧 | エア タヒチ ヌイ 運用機材一覧 | エア タヒチ ヌイ 運用機材一覧 |
| 機体型式                      | 機体番号                      | 製造番号 (MSN)                | 受領年月                      | 備考                          |                               |
| ----------------------------- | ----------------------------- | ----------------------------- | ----------------------------- | ----------------------------- | ----------------------------- |
| ボーイング787-9               | F-OMUA                        | 39297                         | 2018年10月8日                 | Fakarava                      |                               |
| ボーイング787-9               | F-ONUI                        | 42116                         | 2019年1月15日                 | Tupaia                        |                               |
| ボーイング787-9               | F-OVAA                        | 62710                         | 2019年6月20日                 | Bora Bora（三代）             |                               |
| ボーイング787-9               | F-OTOA                        | 62711                         | 2019年8月9日                  | Tetiaroa                      |                               |

### 退役機材

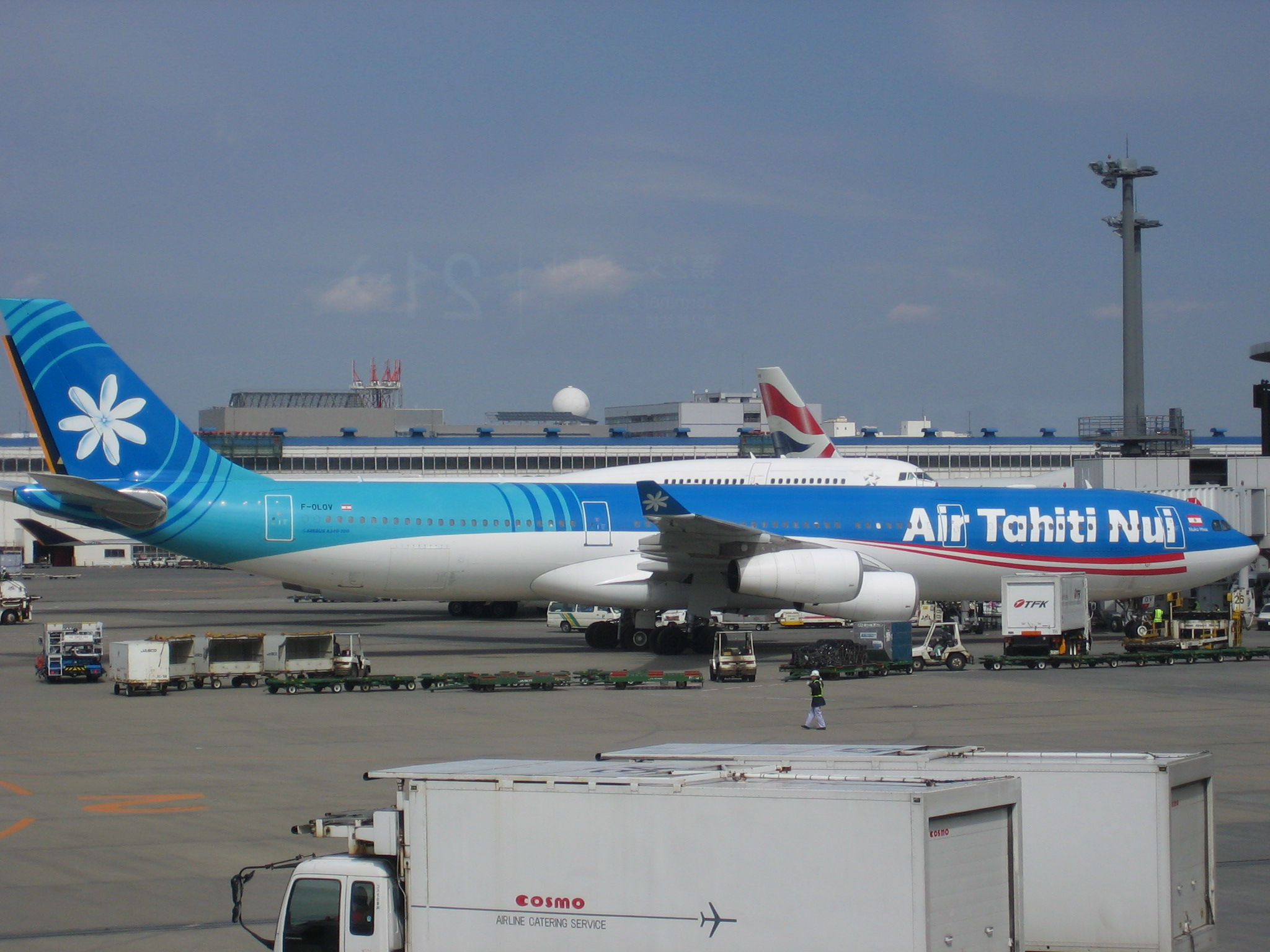
旧機材のエアバスA340（成田空港）

- エアバスA340-200 (F-OITN)：元エールフランス運用機、元Bora Bora（初代）
- エアバスA340-300 5機：F6C24Y264→C32Y264（2013年頃変更）、2019年9月全機引退

## サービス
2018年11月の787-9型機導入以降のクラス編成は「ポエラヴァ ビジネスクラス」（ビジネスクラス）、「モアナ プレミアム エコノミークラス」（プレミアム・エコノミー）および「モアナ エコノミークラス」（エコノミークラス）の3クラス制。全クラス個人用モニター設置、Wi-Fi対応可能。
A340-300型機では、ファーストクラスが機内リニューアルに伴って廃止され、ビジネス・エコノミーの2クラス制であった。
スカイトラックスの「ワールド・エアライン・アワード」において、2003年より2008年まで6年連続して「太平洋地区ベストエアライン賞」を受賞している。

## 運航路線
- フランス
  - パリ（シャルル・ド・ゴール） ※ロサンゼルス経由
- ニュージーランド
  - オークランド
- 日本
  - 東京（成田）
- フランス領ポリネシア
  - パペーテ（ハブ空港）
- アメリカ合衆国
  - ロサンゼルス
  - シアトル

なお、国内線はエアタヒチが運航しており、エア タヒチ ヌイによる運航ではない。

### 休止路線
- アメリカ合衆国
  - ニューヨーク (JFK)
  - ホノルル
- オーストラリア
  - シドニー
- 日本
  - 大阪（関西）
- グアドループ
  - ポワンタピートル ※米国減便による変更、一時的な暫定経由地（前述）
- チリ
  - イースター島 - チャーター便の不定期運航

また、新型コロナウイルス感染症流行による減便・運休時には、中国から医療物資輸送のため､東京（成田）経由で上海（浦東）からの貨物チャーター便も運航された。

### 日本路線
1998年11月22日に成田空港に就航。週3便のうち1便が関西空港発着で、成田発関西経由パペーテ行きのTN87便とパペーテ発成田経由関西行きのTN88便として運航し、成田から関西経由便に搭乗してパペーテに向かう乗客は、関西で一旦降機して再搭乗していた。2008年10月1日に関西空港への就航を休止した。
新型コロナウイルス感染拡大のため、2020年3月から東京/成田 - パペーテ線を運休、2023年10月30日より週2便で運航再開したが、日本側の需要回復遅れや円安のため2024年5月7日の運航をもって再び運休した。2024年10月28日より運航再開したものの、日本の需要回復遅れで、2025年6月23日から8月29日まで成田線の全便を運休。。

## コードシェア
エア タヒチ ヌイは下記航空会社とコードシェアを行っている（2023年11月現在）。
- カンタス航空
- エールフランス
- エアカラン
- ニュージーランド航空
- 日本航空
- 大韓航空
- アメリカン航空
- アラスカ航空

このほか、パリ - ブリュッセル間でフランス国鉄とコードシェアを行っている。

## 日本支社
2015年12月まではエールフランスが日本における総代理店として営業を行っていたが、2016年1月にエア タヒチ ヌイの日本支社を設立した。日本支社は東京都中央区銀座8-9-18のKDX銀座8丁目ビル9階に位置する。